# Piger ved Seinens bred
Piger ved Seinens bred (fransk: Les Demoiselles des bords de la Seine) er et oliemaleri fra 1856 af den franske maler Gustave Courbet. Det af hans bedst kendte værker.
Billede forestiller to unger piger der er blevet trætte under en sommerudflugt ned ad Seinen og har lagt sig i skyggen af nogle træer. Den ene pige sover, den anden ligger tænksom og slapper af. Den sovende pige har taget sin kjole af og ligger i undertøj: underkjole og korset.
Maleriet blev vist på Parisersalonen i 1857 og skabte skandale. Både pga. dets realisme og dets motiv: to unge piger eller snarere prostituerede – kritisabelt især da Curbet ikke tog afstand fra dem. Besøgende i salonerne i Frankrig forventede idealiserede og moralsk opløftende motiver – ikke motiver fra dagligdagen.

Den samtidige franske filosof og kunstkritiker Joseph-Pierre Proudhon skrev om maleriet: 
| „ | »Hun ligger fuldt udstrakt ... presser sit brændende bryst mod jorden med halvlukkede øjne i erotiske tanker ... Der er noget vampyr over hende ... Flygt , hvis du ikke ønsker denne Kirke skal forvandle dig til et dyr«. | “ |
|   | — Pierre Joseph Proudhon |   |